# Coppa di Francia 2020-2021 (hockey su pista)
La Coppa di Francia 2020-2021 è stata la 20ª edizione della principale coppa nazionale francese di hockey su pista riservata alle squadre di club. La competizione ha avuto luogo dal 17 ottobre 2020. Venne interrotta a causa della pandemia di COVID-19 e il titolo non fu aggiudicato.

## Risultati

### Primo turno
| Squadra 1  | Risultato | Squadra 2       |
| ---------- | --------- | --------------- |
| Ploufragan | 2 - 6     | Crehen          |
| Bouguenais | 1 - 3     | Saint-Sébastien |